# Überbauung
Als Überbauung wird in der Deutschschweiz die Bebauung eines Areals bezeichnet, sowohl der Vorgang des Bauens, als auch das Ergebnis der Bautätigkeit.
Überbauungen finden unter Beachtung der schweizerischen Raumplanung statt. Als Bebauungsareal kommen beispielsweise vormalige Industriebrachflächen oder Landwirtschaftsflächen in Frage. Für die Umwandlung (Konversion) zuvor anders genutzter Flächen ist eine längerfristige Planung erforderlich. Für solche Planungen kommen grössere Bauträger, Gemeinden, Konsortien oder Generalunternehmer in Frage. Auch aufgrund eines Gestaltungsplanes projektierte Siedlungsflächen oder Gewerbeparke werden als Überbauung bezeichnet. Diese sogenannte Arealüberbauung wird beispielsweise im Kanton Zürich im Teil B Der kantonale Richtplan innerhalb des kantonalen Planungs- und Baugesetzes (PBG) gesetzlich geregelt.
Der Begriff Überbauung wird in dem hier angegebenen Zusammenhang nicht negativ konnotiert.
Beispiele:
- Überbauung Dorflinde
- Überbauung Grünau
- Überbauung Hardau
- Überbauung Hardau II
- Überbauung Rietholz